# Чадръг
Чадръг (на словенски: Čadrg) е село в Словения, регион Горишка, община Толмин. Според Националната статистическа служба на Република Словения през 2015 г. селото има 49 жители.